# Paesia divaricatissima
Paesia divaricatissima là một loài dương xỉ trong họ Dennstaedtiaceae. Loài này được Copel. mô tả khoa học đầu tiên năm 1932.